# Ponderosa (Kalifornia)
Ponderosa – jednostka osadnicza w Stanach Zjednoczonych, w stanie Kalifornia, w hrabstwie Tulare.